# ايلينور مكارتني لاين
كاتبة راويات امريكيه اشتهرت في بداية القرن العشرين بعد نشرها لعدد من القصص القصيرة
كتبت ثلاث راويات: طاحونة الرب (1901)، نانسي ستير (1904)، وكاترين (1909).

## حياتها
ولدت في ماريلاند، انتقلت لاحقاً إلى واشنطن. درست الثانوية وتخرجت في عام 1882، وقامت بالتدريس في المدارس العامة. تزوجت فرانسيس رانسوم لاين عام 1891.  بدأت في الكتابة بعمر السادسة عشر ونشرت قصصها في مجلة ذا ترايفلر. أول رواية لها كانت طاحونة الرب في عام1901.
على الرغم من أنها لم تدخل في قائمة بوك مان لأفضل عشرة كتب مبيعاً حصلت رواية نانسي ستير على ثناء النقاد كأفضل كتاب لسنة 1904.    
في عام 1905 قام المخرج المسرحي بول م بوتر المعروف بمسرحيته الشهيرة تريليباي بكتابة مسرحية مشتقة من رواية نانسي ستير عرضت في مسارح برودواي لمدة شهر لكنها لم تتلقى نجاحاً كبيرا.
تم إصدار رواية «كاترين» اخر روايات لاين والتي نشرت تزامنا مع وفاتها في عام 1909 وحصلت على ثاني أفضل الكتب مبيعاً في الولايات المتحدة عام 1909.

## المرض والوفاة
بعد عودتها إلى بلادها من رحلتها إلى أوروبا توفيت لاين في لينشبورغ فريجينيا في 15 مارس 1909، في طريقها للعلاج إلى اشفيل شمال كارولينا.
كان منزلها في ذلك الوقت في بورت ديبوسيت، بولاية ماريلاند، حيث كان زوجها مديرا لمدرسة تومي.
ووفقا لتقرير نشرته مجلة بوك نيوز الشهرية فإن موتها لم يكن مفاجئ. وبحسب ماورد كان عليها أن تكتب في «غرفة مظلمة تماما، مع ضمادة متماسكة لرأسها.»

## قائمة المؤلفات
- طاحونة الرب (1901)
- نانسي ستير (1904)
- الكل من أجل السيدة (1906) رواية قصيرة (87 صفحة) نشرت في مجلة ابليتون.
- كاترين (1909)
- كوخ شجرة التفاح (1910) رواية قصيرة 52 صفحة.

## روابط خارجية
- ايلينور مكارتني لاين على موقع قاعدة بيانات برودواي على الإنترنت (الإنجليزية)